# Besidî, Jovkva
Besidî (în ucraineană Бесіди) este un sat în comuna Liubelea din raionul Jovkva, regiunea Liov, Ucraina.

## Demografie
Componența lingvistică a localității Besidî
     Ucraineană (99,69%)
     Alte limbi (0,31%)
Conform recensământului din 2001, majoritatea populației localității Besidî era vorbitoare de ucraineană (99,69%), existând în minoritate și vorbitori de alte limbi.